# Ropalomera fenestrata
Ropalomera fenestrata är en tvåvingeart som beskrevs av Prado 1966. Ropalomera fenestrata ingår i släktet Ropalomera och familjen Ropalomeridae. Inga underarter finns listade i Catalogue of Life.